# 渝太地產集團
渝太地產集團有限公司 （港交所：0075）是一家在香港交易所上市的地產公司。其股份自是當時由陳大河先生（也是彩星集團有限公司（港交所：0635）創辦人）創立的彩星國際集團有限公司名義在1984年上市。物業投資、物業買賣及提供物業管理服務，同時持有港通控股（港交所：0032）26.73%股權。 
公司在百慕達註冊，主席張松橋為渝港國際主席。
2015年，渝太地產集團公布向張松橋出售彩星中心及世紀廣場全部股權，並收購一個倫敦物業餘下50%股權。渝太地產集團亦計劃每股派發3.75元特別息。
2021年11月，張松橋間接全資擁有之First Rose向黃云轉讓8800萬股公司股份，相當於約11%股權，總代價為1.76億元。交易完成後，張松橋持股降至約6.1%，而黃云持股增至20.98%，成為主要股東。

## 擁有物業權益
- 彩星中心
- 世紀廣場

## 外部連結
- 渝太地產集團官方網站 ytrealtygroup.com.hk （页面存档备份，存于）